# Verklaring van Feiten

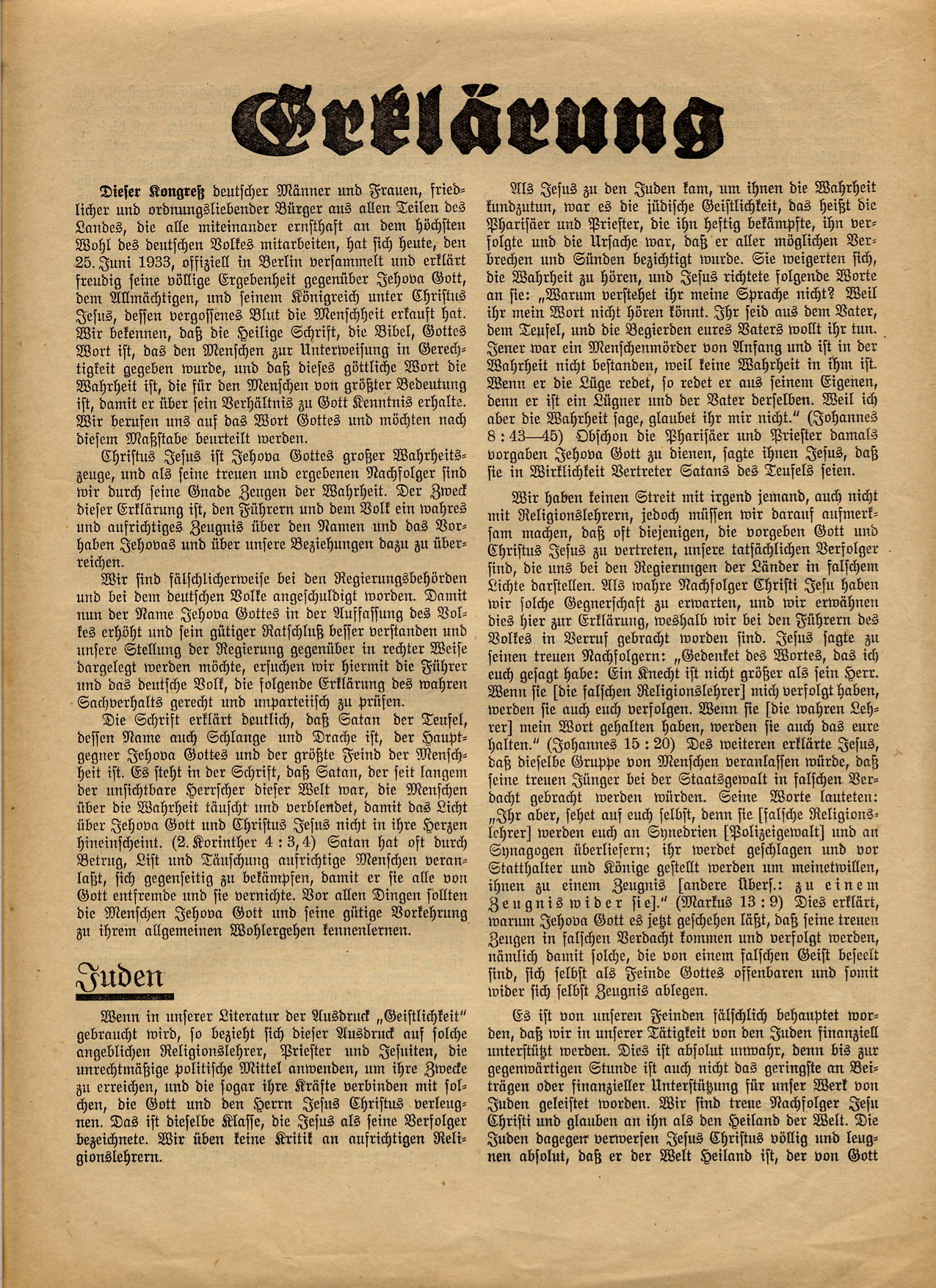
Oorspronkelijke Duitse Verklaring van Feiten, 25 juni 1933, pagina 1

De Verklaring van Feiten (oorspronkelijk: Declaration of Facts) was een wijdverspreide, publieke verklaring uitgegeven door Jehova's getuigen tijdens de periode van vervolging van de geloofsgemeenschap in nazi-Duitsland. Het document beweerde dat de geloofsgemeenschap politiek neutraal was, het recht had om in het openbaar te prediken en slachtoffer was van een misleidende informatiecampagne van andere religies. Het werd geschreven door Joseph Franklin Rutherford, president van het Wachttorengenootschap, en werd vrijgegeven op een congres in Berlijn op 25 juni 1933. Er werden meer dan 2,1 miljoen exemplaren van de verklaring verspreid in heel Duitsland, waarbij ook exemplaren werden verzonden aan hoge regeringsfunctionarissen, inclusief de Duitse rijkskanselier Adolf Hitler. De verspreiding ervan leidde tot een nieuwe golf van vervolging van de Duitse Jehova's getuigen.

## Achtergrond
Vanaf 1922 werden Duitse "Bijbelonderzoekers" (Ernste Bibelforscher) die publicaties van het Wachttorengenootschap verspreidden, gearresteerd op beschuldiging van illegaal venten. Tussen 1927 en 1930 werden bijna 5000 aanklachten tegen leden van de geloofsgemeenschap ingediend en hoewel onderzoek heeft aangetoond dat alle aanklachten eindigden in vrijspraak, werden volgens het Wachttorengenootschap "strenge straffen" opgelegd. In november 1931 gebruikte de Beierse autoriteiten nieuwe noodverordeningen inzake politieke onrust om publicaties van het Wachttorengenootschap in beslag te nemen en te verbieden. Tegen het einde van 1932 liepen meer dan 2300 aanklachten tegen Bijbelonderzoekers.
De beperkingen werden strenger toen op 30 januari 1933 Adolf Hitler werd benoemd tot Duitslands nieuwe kanselier. Op 4 februari vaardigde hij een decreet uit dat de politie toestond lectuur in beslag te nemen "die de openbare orde en veiligheid in gevaar brengen" en de vrijheid van samenkomsten beperkte. Tegen het midden van 1933 was het werk van de geloofsgemeenschap - die tegen die tijd bekend kwam te staan als Jehova's getuigen - verboden in de meeste Duitse deelstaten en werden leden ervan beschuldigd communisten te zijn en met Joden te heulen in subversieve politieke bewegingen. De huizen van de leden werden regelmatig doorzocht door de politie, op zoek naar verboden lectuur, en op 24 april werd het hoofdkwartier van de  "International Bible Students Association" (IBSA) in Maagdenburg kort bezet door de politie.
De autoriteiten hadden bezwaar tegen de invloed van religieuze minderheden zoals Jehova's getuigen omdat zij "bijdroegen aan de ideologische fragmentatie van het Duitse volk", maar zij zagen de religie ook als een bedreiging voor de belangrijkste christelijke denominaties. In een decreet van het Ministerie van Binnenlandse Zaken stond:

Vooral op zondagen en christelijke feestdagen gaan door de "Ernstige Bijbel Onderzoekers" uitgezonden personen van huis tot huis en vallen mensen lastig door hen de tijdschriften van het Maagdenburgse Wachttoren-, Bijbel- en Traktaatgenootschap op te dringen, die smadelijke aanvallen bevatten op de grootste christelijke kerken en hun instellingen. ... Deze demoraliserende activiteit, die een misbruik van het recht op vrijheid van meningsuiting is, zorgt niet alleen voor verdeeldheid in individuele gezinnen, maar ook in hele gemeenschappen. Het verdraagt zich niet met de idee van een christelijke volksgemeenschap in Duitsland en kan daarom niet langer worden getolereerd.

In juni reisden president van het Wachttorengenootschap Joseph Rutherford en Nathan Knorr naar Berlijn in een poging te onderhandelen over de mogelijkheden om hun predikingsactiviteiten te kunnen voortzetten in Duitsland. Terwijl zij daar waren, organiseerden ze een openbaar congres dat op 25 juni 1933 in Berlijn zou worden gehouden om een Verklaring van Feiten, geschreven door Rutherford, vrij te geven. Ze hoopten dat dit document Hitler, beambten van de regering en het publiek ervan zou overtuigen dat Jehova's getuigen geen bedreiging voor het Duitse volk en de staat vormden. De Verklaring zou stellen dat de religie politiek neutraal is en protesteren tegen de "bemoeienis" van Hitlers regering met het predikingswerk van de Jehova's getuigen. De Verklaring werd in het Duits vertaald door bijkantooropziener Paul Balzereit en in een resolutie aan de congresgangers voorgelegd.
Zowel Rutherford als Knorr verlieten Duitsland voordat het congres werd gehouden in de Wilmersdorfer Tennishallen. De organisatie verwachtte 5000 aanwezigen, maar een menigte van 7000 kwam opdagen. De buitenkant van de hal was bedekt met swastika's, mogelijk geplaatst door leden van de SS-eenheden die de dag ervoor in de omgeving een bijeenkomst hadden gehad. Tot verrassing van de aanwezigen werd het congres geopend met het lied "Zions Glorieuze Hoop", dat tegen die tijd zelden werd gezongen op bijeenkomsten van de Jehova's getuigen. De tekst was op melodie die in 1797 was gecomponeerd door Joseph Haydn en had vanaf 1905 in de zangbundel van de Bijbelonderzoekers gestaan, maar werd sinds 1922 vermeden omdat dezelfde muziek met nieuwe tekst werd gebruikt als Duits volkslied. Tijdens het congres werd de 3800 woorden tellende Verklaring van Feiten aan de menigte voorgelegd en door vele aanwezigen aangenomen. Een "groot aantal" aanwezigen weigerde de Verklaring echter aan te nemen omdat zij de Verklaring zwakker vonden dan zij hadden verwacht en zij verlieten het congres teleurgesteld. In 1974 werd in een publicatie van het Wachttorengenootschap beweerd dat Balzereit de Duitse vertaling van de Verklaring had afgezwakt, de kritiek op de nazi's had verzacht, maar in 1998 trok het Wachttorengenootschap die bewering in.
Ongeveer 2,5 miljoen exemplaren van de Verklaring werden in de vorm van een pamflet van 4 pagina's publiekelijk verspreid. Een dag na het congres werd de Verklaring naar Hitler verzonden, begeleid door een begeleidende brief van zeven pagina's die door Balzereit was geschreven, waarin hij de kanselier verzekerde dat de IBSA "geen tegenstander was van de nationale regering van het Duitse Rijk". De brief voegde eraan toe dat, integendeel, "de volledige religieuze, apolitieke doelen en inspanningen van de Bijbelonderzoekers volledig overeenstemmen met de overeenkomstige doelen van de nationale regering". Historicus Detlef Garbe heeft geconcludeerd dat Balzereit deze subtiele bewoording bewust heeft gekozen, zodat, hoewel de brief de leerstellingen van de Bijbelonderzoekers bevatte, deze door de tegenstanders van de groep verkeerd zouden kunnen worden geïnterpreteerd.

## Inhoud van de Verklaring
De Verklaring bestond grofweg uit vier delen: een inleiding over de zaken rondom tegenstand en onderdrukking, een deel over de publicaties van het Wachttorengenootschap (die in 1933 waren verboden), een deel over de Volkenbond en een afsluiting getiteld "Grote Waarheden". Sommige uitspraken in de Verklaring die waren geschreven om de overeenkomsten met Duitse nationale idealen te beklemtonen, leidden tot de kritiek dat de auteurs een compromis met Hitlers regime hadden geprobeerd te sluiten en hadden geprobeerd de nieuwe regering te paaien.

### Inleiding
De eerste negen paragrafen stelde dat de leden van de geloofsgemeenschap vredelievend, gehoorzaam aan de wetten van het land en Gods "getuigen van de waarheid" waren. Verder werd gesteld dat zij ten onrechte waren aangeklaagd en een betrouwbaar en waar getuigenis aan de beambten wilden presenteren over hun rol in Gods voornemens, in een eerlijk en onbevooroordeeld onderzoek. Er werd gesteld dat de Bijbel onthulde dat Satan de Duivel een vijand van God was en dat hij, net als in Jezus' dagen, religieuze leraren en priesters gebruikte om de waarheid te verdraaien en aan te hitsen tot onderdrukking van Gods werkelijke vertegenwoordigers.
Er werd verklaard dat zij valselijk en smadelijk waren beschuldigd van het ontvangen van financiële ondersteuning van de Joden: "Nooit is door Joden zelfs maar de kleinste som geld bijgedragen aan ons werk". En hieraan werd toegevoegd:

Het grootste en meest onderdrukkende rijk op aarde is het Anglo-Amerikaanse rijk. Hiermee wordt het Britse Rijk bedoeld, waarvan de Verenigde Staten van Amerika deel uitmaken. Het zijn de commerciële Joden van het Brits-Amerikaanse rijk die de Grote Zakenwereld opgebouwd en in stand gehouden hebben als een middel om de mensen van vele natiën uit te buiten en te onderdrukken. Dit feit is vooral van toepassing op de steden Londen en New York, de bolwerken van de Grote Zakenwereld. Dit feit is in Amerika zo bekend dat er een spreekwoord bestaat over de stad New York dat luidt: "De Joden bezitten het, de Ierse Katholieken besturen het, en de Amerikanen betalen de rekeningen." We hebben geen strijd met genoemde groepen, maar, als de getuigen van Jehova en in gehoorzaamheid aan Zijn gebod zoals in de Schrift uiteengezet, zijn wij genoodzaakt de aandacht te vestigen op de waarheid hiervan, zodat de mensen op de hoogte zijn van God en Zijn voornemen.

### Onze lectuur
De Verklaring citeerde de beschuldiging dat de lectuur van het Wachttorengenootschap een gevaar zou opleveren voor de vrede en veiligheid in Duitsland en opperde dat de publicaties verkeerd waren begrepen door ambtenaren vanwege de krachtige taal die vaak werd gebruikt en oorspronkelijk was geschreven in de Verenigde Staten voor Amerikaanse lezers. Er stond dat mensen in Groot-Brittannië en de Verenigde Staten hadden geleden, en nog steeds leden, onder "het wanbestuur van de Grote Zakenwereld en gewetenloze politici", ondersteund door "politieke gelovigen", en de lectuur van het Wachttorengenootschap daarom duidelijke taal moest gebruiken om die boodschap over te brengen. Het trok een parallel met vergelijkbare onderdrukking waaronder het Duitse volk volgens hen leed:

De huidige regering van Duitsland heeft zich uitdrukkelijk uitgesproken tegen de Grote Zakenwereld en tegen de verkeerde religieuze invloed in de politieke aangelegenheden van de natie. Dat is exact ons standpunt; en in onze lectuur verklaren wij verder de reden van het bestaan van de onderdrukkende Grote Zakenwereld en de verkeerde politiek religieuze invloed, omdat de Heilige Schrift duidelijk verklaart dat deze onderdrukkende instrumenten uit de Duivel voortspruiten en dat de volledige oplossing hiervoor Gods koninkrijk onder Christus is. Het is daarom onmogelijk dat onze literatuur of ons werk op enigerlei wijze een gevaar of bedreiging voor de vrede en veiligheid van de staat kan zijn.

De Verklaring stelde dat Jehova's getuigen geen politieke ambitie of bemoeienis hebben en niets deden om het geloof van anderen te hinderen. Er stond dat leden van de religie hun leven hadden gewijd aan het helpen van anderen om goed te begrijpen dat de Bijbel "de enige mogelijke weg is naar de volledige vrijmaking van en zegen voor de mensheid", die vervolgens zou bijdragen aan "de opleiding, beschaving en opbouw van de mensen". Er werd gesteld dat het Wachttorengenootschap en de lectuur ervan geen bedreiging vormden voor de vrede en veiligheid van de natie omdat ze de "hoge idealen" van de regering ervan ondersteunden.

In plaats van tegen de idealen verdedigd door de regering van Duitsland te zijn, staan we vierkant achter zulke idealen, en wijzen er op dat Jehovah God door Jezus Christus de volledige vervulling van deze idealen zal verwezenlijken. ... Een zorgvuldig onderzoek van onze boeken en lectuur zal onthullen dat juist de hoge idealen die de huidige nationale regering huldigt en propageert, in onze publikaties uiteengezet, onderschreven en krachtig beklemtoond worden, en zal te zien geven dat Jehovah God erop zal toezien dat allen die rechtvaardigheid liefhebben mettertijd deze hoge idealen zullen bereiken. Daarom, in plaats van dat onze literatuur en ons werk een bedreiging vormt voor de principes van de huidige overheid, zijn wij de sterkste aanhangers van zulke hoge idealen.

Het deel over de lectuur in de Verklaring besloot met op te merken dat het Wachttorengenootschap zich al jaren voortdurend inspande om goed te doen aan mensen, vaak door Amerikaanse leden  financieel bij te springen.

### Volkenbond
De Verklaring zei dat uitspraken van het Wachttorengenootschap over de Volkenbond een volgende reden waren voor het verbod op hun prediking en de verspreiding van lectuur. Er stond: "Wij willen de regering en het volk van Duitsland eraan herinneren dat het een verdrag van de Volkenbond was die de grote en ondraaglijke last op de schouders van het Duitse volk legde." Er werd aan toegevoegd dat de publicaties van het Wachttorengenootschap kritisch waren geweest over de Bond - die door de kerken was onthaald als onderdeel van Gods voornemen - omdat het Wachttorengenootschap de Bond beschouwde als onderdrukkend en oneerlijk en niet in staat de verlossing te brengen die in de Bijbel wordt beloofd. De Verklaring stelde verder dat Jehova's getuigen niet hadden geprobeerd politieke invloed te krijgen en dat hun kritiek niet kon worden beschouwd als bedreiging van de regering of een gevaar voor nationale vrede en veiligheid. Er werd gesteld dat Jehova's getuigen in Noord-Amerika en Groot-Brittannië werden vervolgd door de "politieke geestelijkheid, priesters en Jezuïeten"  en het waarschuwde ervoor dat dezelfde krachten hen op dezelfde manier verkeerd voorstelden aan de Duitse autoriteiten.

### Grote Waarheden
De Verklaring gaf een samenvatting van de eschatologische geloofsleer van Jehova's getuigen en zei dat de Duitsers sinds 1914 hadden geleden onder ellende, als slachtoffer van internationaal onrecht. Het vergeleek de doelen van de religie met "de nationalisten" die "zich hebben gekant tegen al dergelijke onrechtvaardigheid en aankondigden: 'Onze verhouding tot God is hoog en heilig'" en zei dat Duitse Jehova's getuigen "deze rechtvaardige principes volledig onderschrijven".
De Verklaring prees de Duitse regering voor het aanhangen van deze "hoge idealen" en sprak het vertrouwen uit dat zij het predikingswerk van de Jehova's getuigen niet opzettelijk zou weerstaan. Er werd gezegd: "Wij doen daarom een beroep op het hoge gevoel van rechtvaardigheid van de regering en het volk en vragen respectvol om het opheffen van het verbod op ons werk en onze lectuur en dat wij de kans krijgen op een eerlijk onderzoek voordat we worden veroordeeld." Tot slot vroeg het de regering om een onafhankelijk comité in te stellen om afgevaardigden van de religie te ontvangen om hun lectuur te onderzoeken en de Jehova's getuigen toe te staan hun werk zonder hindernissen voort te zetten.

## Nasleep
Enkele dagen na het verzenden van de Verklaring aan Hitler verliet Balzereit Duitsland en emigreerde naar Praag. Op 28 juni vielen de stormtroepen van de nazi's het kantoor in Maagdenburg voor een tweede keer binnen, hesen vlaggen met het hakenkruis boven het gebouw, sloten de drukkerij, verzegelden de persen en deden het pand op slot. Het Ministerie van Binnenlandse Zaken zei dat de actie was bedoeld om toekomstige activiteiten van het Wachttorengenootschap in Duitsland te voorkomen. Eind augustus transporteerden de autoriteiten 70 ton Wachttorenpublicaties en Bijbels in 25 vrachtwagens naar de buitenwijken van de stad en verbrandden deze publiekelijk. In sommige gebieden negeerden Jehova's getuigen het verbod op hun prediking, maar in heel Duitsland trokken vele gelovigen zich terug uit de geloofsgemeenschap en staakten alle activiteiten. Toen exemplaren van De Wachttoren en het Gouden Tijdperk in Duitsland begonnen aan te komen via buitenlandse post, verordonneerde de politie het in beslag nemen van post aan degenen van wie bekend was dat ze Jehova's getuigen waren.
In september 1934 bevonden zich onder het 3500-koppige publiek van een internationaal congres dat in Basel (Zwitserland) werd gehouden - met als thema "Vreest Hen Niet" - 1000 Jehova's getuigen uit Duitsland. Rutherford drong er bij de Duitse Jehova's getuigen op aan dat zij hun predikingsactiviteit zouden hervatten en de aanwezigen reageerden door in een resolutie te verklaren dat zij dit, ondanks het verbod, zouden doen op 7 oktober 1934. De resolutie bevatte ook een protestboodschap tegen hun behandeling in Duitsland. De resolutie werd aan de Zwitserse pers gegeven en een exemplaar werd aan Hitler gezonden, begeleid door de volgende boodschap: "Uw slechte behandeling van Jehova's getuigen schokt alle mensen op aarde en onteert Gods naam. Stop verdere vervolging van Jehova's getuigen; anders zal God u en uw nationale partij vernietigen." Op 8 en 9 oktober werden duizenden telegrammen met dezelfde waarschuwing aan de Rijksregering in Berlijn gezonden door Jehova's getuigen in Europa, de Verenigde Staten en Groot-Brittannië, totdat de buitenlandse postkantoren werd bevolen te stoppen met het verzenden ervan omdat de geadresseerde weigerde ze te ontvangen.
Balzereit keerde later terug naar Duitsland om zijn positie als bijkantooropziener weer op zich te nemen, maar sommige leden uitten kritiek op zijn tegenzin om het verbod op de openbare prediking te trotseren. In mei 1935 werden hij en acht andere opzieners gearresteerd; bij het proces in december dat jaar ontkende hij dat hij officiële decreten had getrotseerd, maar hij werd tot 2½ jaar gevangenisstraf veroordeeld. Het volgende jaar werd hij uitgesloten uit het Wachttorengenootschap, waarbij Rutherford in een brief aan de Duitse Jehova's getuigen uitlegde dat hij verbaasd was dat "niet een van degenen waartegen de rechtszaak destijds was aangespannen een betrouwbaar en waar getuigenis van de naam van Jehova had gegeven". Rutherford zei dat Balzereit niets had gezegd om "zijn volledig vertrouwen in Jehova" te tonen en het Wachttorengenootschap daarom "voortaan niets met hem te maken zal hebben". Het Wachttorengenootschap zou ook "geen poging doen om hem uit de gevangenis vrij te laten, zelfs al waren ze bij machte iets te doen".

## Historische beoordeling
De Duitse historicus Detlef Garbe beschouwde de Verklaring als onderdeel van de pogingen van de religie om zich aan te passen in een tijd van toenemende vervolging. Hij zei dat het gebruiken van de hymne "Zions Glorieuze Hoop" aan het begin van het congres in Berlijn een poging was om een goede indruk op de buitenwereld te maken en dat het geen toeval was dat het lied was gebaseerd op dezelfde melodie als het Duitse volkslied. Hij zei dat de formulering van de Verklaring de religie presenteerde als een religie met een positieve houding ten opzichte van de Duitse staat en met een gemeenschappelijk belang met de nieuwe machthebbers. Garbe zei dat met het verwerpen van beschuldigingen dat de Jehova's getuigen financiële steun hadden ontvangen van de Joden, de religie "zich duidelijk distantieerde van een andere groep die werd vervolgd". Hij wees op het gebruik van "anti-Joodse leuzen" in het document, dat minder dan drie maanden na de boycot op Joodse winkels in Duitsland werd geschreven, maar zei dat Jehova's getuigen niet schuldig zijn aan antisemitisme. De beschrijving in de Verklaring van het Anglo-Amerikaanse rijk als "het meest onderdrukkende rijk op aarde" ondermijnde volgens Garbe echter de bewering van de religie dat zij politiek neutraal zou zijn.
Later zei Garbe dat publicaties van het Wachttorengenootschap de Verklaring onjuist hadden gepresenteerd als een "protestresolutie" en ook ten onrechte had beweerd dat Balzereit de publicaties van het Wachttorengenootschap had "afgezwakt" met zijn vertaling van Rutherfords oorspronkelijke tekst. Hij stelde dat de kritiek op Balzereit in het "1974 Yearbook" van de Jehova's getuigen een poging was om de verantwoordelijkheid voor de pogingen van het Wachttorengenootschap om zich aan te passen op de Duitse bijkantooropziener te schuiven.
De Canadese historicus professor James Penton, een voormalig Jehova's getuige en criticus van de religie, beweerde dat de Verklaring een compromitterend document was dat bewijst "dat Wachttoren leiders probeerden de nazi's voor zich in te nemen, want de Verklaring van Feiten en de brief aan Hitler zeiden op verschillende wijzen exact wat de nazi's zelf zeiden". Penton zei dat de "antisemitische" uitspraken in de Verklaring over Joden zowel uitspraken in Hitlers "Mein Kampf" en de essay "Wir fordern" van de Minister van Propaganda Joseph Goebbels weerspiegelden als die van de Nazipropagandist Julius Streicher die werden gepubliceerd bij de start van de boycot van de Joden.
Penton zei dat Balzereits brief aan Hitler die de Verklaring begeleidde "zelfs nog kruiperiger voor de Führer en de waarden van de Nazi's [was] dan de Verklaring van Feiten":

Er werd, behoorlijk accuraat, op gewezen dat het Wachttorengenootschap niet had deelgenomen aan de propaganda om de Duitse behandeling van de Joden aan de kaak te stellen, maar beweerde, ten onrechte, dat het Wachttorengenootschap zich daar juist tegen had verzet. Er werd onverholen gelogen in de bewering dat de commerciële Joden in de Verenigde Staten bij de "gretigste vervolgers" van het werk en leiderschap van de Wachttoren hoorden ... daarna, tot slot en het meest schokkend, onderschreef het specifiek Hitlers eigen beleid door sectie 24 van het Nazi Partij Platform woordelijk te citeren.

In 1998 verscheen in een uitgave van Ontwaakt! een artikel van 5 pagina's waarin het Wachttorengenootschap beschuldigingen verwierp dat het had geprobeerd in de gunst van Hitlers regime te komen of de racistische ideologie van de nazi's te onderschrijven. Er werd in toegegeven dat de verklaring in het 1975 Jaarboek dat Balzereit de tekst van de Verklaring zou hebben afgezwakt niet juist was: "Kennelijk was een indruk als zou het tegendeel waar zijn, gebaseerd op de subjectieve waarnemingen van sommigen die niet rechtstreeks bij de voorbereiding van de "Verklaring" betrokken waren. ... Hun gevolgtrekkingen kunnen ... beïnvloed zijn door het feit dat Balzereit slechts twee jaar later zijn geloof verloochende." Het zei dat de Jehova's getuigen de congresfaciliteiten niet had versierd met hakenkruizen of dat het Duitse volkslied was gezongen. Er stond:

Het zingen van een lied over Zion kan moeilijk worden gezien als een poging de Nazi's te behagen. Onder druk van de antisemitische Nazi's verwijderden andere kerken Hebreeuwse termen als "Juda", "Jehovah" en "Zion" uit hun hymnen en liturgie. Jehovah's Getuigen deden dat niet. De congresorganisatie verwachtte daarom zeker niet de gunst van de regering te verwerven door een lied te zingen waarin Zion werd geprezen. Misschien hadden sommige delegeerden tegenzin om het lied "Zions Glorieuze Hoop" te zingen omdat de melodie van deze compositie van Haydn dezelfde was als van het volkslied.

Het Wachttorengenootschap zei dat de aanklacht tegen "commerciële Joden" in de Verklaring "duidelijk niet verwees naar de Joden in het algemeen, en het is betreurenswaardig als het verkeerd is begrepen en heeft gekwetst." Er werd verklaard dat Jehova's getuigen antisemitische zienswijzen verwierpen en dat de "hoge idealen" die zij met de nazi's deelden die van gezinswaarden en religieuze vrijheid waren.
Godsdiensthistoricus Gabriele Yonan, die de Verklaring van Feiten beschreef als een "petitie", een "beroep" en een "preek", zei dat de tekst ervan, in de context van de geschiedenis van Jehova's getuigen tijdens het nazi-regime, niets te maken had met antisemitische uitspraken of in de gunst komen van Hitler, en voegde toe: "Deze beschuldigingen die in hedendaagse kerkkringen worden uitgebracht zijn moedwillige manipulaties en historisch onjuiste voorstellingen." Yonan zei dat de Verklaring Hitler niet aansprak als "Führer" en niet eindigde met de woorden "Heil Hitler", zoals toen het geval was bij de meeste officiële kerkdocumenten die aan de autoriteiten van de staat werden gericht. Zij zei dat het ontbreken van invloeden van antisemitische terminologie uit die periode duidelijk blijkt uit het vrijelijk gebruik in de Verklaring van citaten uit het Oude Testament, inclusief de term "Zion".
Professor Christine King, onderzoeker van religieuze minderheden tijdens nazi-Duitsland en geciteerd in Ontwaakt!, schreef over de Verklaring van feiten:

Het document is meesterlijk in zijn soort ... Het verklaart, vleit en suggereert een compromis. ... Na getracht te hebben de autoriteiten, door middel van de Verklaring van Feiten, te verzekeren van hun goed burgerschap, hun leer uitgelegd en geïnterpreteerd te hebben op een manier die, gezien het vooroordeel van het regime, bedoeld was om angst weg te nemen en een compromis te suggereren, schijnen de Getuigen verder weinig last verwacht te hebben. Had de Verklaring niet samen met de nazi's de Volkerenbond veroordeeld, had het niet het nationaalsocialisme beschreven als bestrijder van het onrecht dat de Duitsers hadden ondergaan sinds 1919, en was het niet geëindigd met een persoonlijk beroep op de Führer?